# Bartal György (politikus)

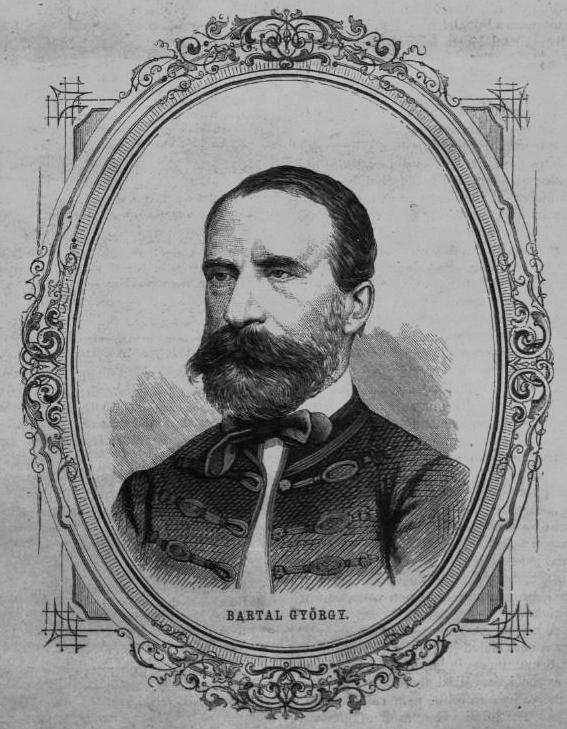
Bartal György portréja a Vasárnapi Ujságban

Beleházai ifjabb Bartal György (Damazérkarcsa, 1820. szeptember 20. – Fadd, 1875. október 25.) magyar politikus, földművelési- ipar- és kereskedelmi miniszter.

## Életpályája
Bartal György jogtörténész fia volt. Tanulmányait a bécsi Theresianumban végezte. 1842-ben lépett a közpályára Tolna vármegyében mint tiszt. aljegyző; a következő tisztújítás alkalmával főjegyző lett.  1848-ban Tolna vármegye pincehelyi kerülete országgyűlési képviselővé választotta. A világosi fegyverletétel után őt is elfogták, de két havi fogság után szabadon bocsátották; ekkor visszavonult Tolna megyei birtokára. 1861-ben Tolna megye első alispánja és országgyűlési képviselője lett; 1865–1869-ben ismét Tolna vármegyét képviselte. A katolikus kongresszus alkalmával a szabadelvű kisebbség élén küzdött a modern eszmék mellett. 1865-ben a magyar királyi helytartótanács elnöke lett; ezen méltóságától, saját kérésére 1867. február 5-én felmentették. Az 1867. évi kiegyezés után csatlakozott a Deák-párthoz. 1874 márciusában földmívelési-, ipar- és kereskedelmi miniszter lett, egészen 1875 márciusáig, a Bittó–Ghyczy-féle kormány lemondásáig viselte. Kővárvidék felső kerülete az 1875. évi országgyűlésre is megválasztotta képviselővé. Utolsó országgyűlési beszédében élesen támadta Sennyey Pál báró politikáját.

## Munkái
- Országgyűlési beszéd 1861. máj. 17. Pest. (Szalay Lászlóéval.)
- Autonomiai congressusi beszéde a szervező gyűlés márcz. 11. ülésén. Pest, 1870.
- Bezerédj István jellemraja. In: Csengery, M.: Államférfiak.